# La Rovira (la Ferreria)
La Rovira és un indret del terme municipal de Gavet de la Conca, a l'antic terme de Sant Salvador de Toló, al Pallars Jussà, en territori que havia estat de l'antiga caseria de la Ferreria.
Es tracta d'una partida la major part de la qual està ocupada per roures, d'on li ve el nom. És al nord-est de la Ferreria i al sud-sud-est de Cal Bosquet de Baix, ocupa quasi tota la vall del barranc de la Solana, i una part de la carena entre aquest barranc i la llaueta de Presquiró.